# Darko Brašanac
Darko Brašanac (Čajetina, 1992. február 12. –) szerb válogatott labdarúgó, a spanyol Leganés középpályása.

## Pályafutása

### Klubcsapatokban
Brašanac a mai Szerbia területén lévő Čajetina városában született. Az ifjúsági pályafutását a helyi Zlatibor Čajetina csapatában kezdte, majd a Partizan akadémiájánál folytatta.
2010-ben mutatkozott be a Partizan első osztályban szereplő felnőtt keretében. A 2011–12-es szezonban a Smederevonál szerepelt kölcsönben. 2016-ban a spanyol első osztályban érdekelt Real Betishez igazolt. 2017 és 2019 között a Leganés és Alavés csapatát erősítette kölcsönben. 2019. július 22-én szerződést kötött az Osasuna együttesével. Először a 2019. augusztus 17-ei, Leganés ellen 1–0-ra megnyert mérkőzésen lépett pályára. Első ligagólját 2020. december 22-én, az Elche ellen idegenben 2–2-es döntetlennel zárult találkozón szerezte meg. 2024. február 1-jén visszatért a Leganés csapatához a szezon végéig szóló szerződéssel.

### A válogatottban
Brašanac az U17-es, az U19-es és az U21-es korosztályú válogatottakban is képviselte Szerbiát.
2015-ben debütált a felnőtt válogatottban. Először a 2015. szeptember 4-ei, Örményország ellen 2–0-ra megnyert EB-selejtezőn lépett pályára.

## Statisztika
2022. november 12. szerint.
| Klub                 | Szezon   | Bajnokság | Bajnokság | Bajnokság | Kupa  | Kupa  | Nemzetközi | Nemzetközi | Összesen | Összesen |
| Klub                 | Szezon   | Bajnokság | Mérk.     | Gólok     | Mérk. | Gólok | Mérk.      | Gólok      | Mérk.    | Gólok    |
| -------------------- | -------- | --------- | --------- | --------- | ----- | ----- | ---------- | ---------- | -------- | -------- |
| Real Betis           | 2016–17  | La Liga   | 25        | 1         | 1     | 0     | —          | —          | 26       | 1        |
| Leganés (kölcsönben) | 2017–18  | La Liga   | 23        | 2         | 5     | 0     | —          | —          | 28       | 2        |
| Alavés (kölcsönben)  | 2018–19  | La Liga   | 24        | 0         | 2     | 0     | —          | —          | 26       | 0        |
| Osasuna              | 2019–20  | La Liga   | 31        | 0         | 2     | 1     | —          | —          | 33       | 1        |
| Osasuna              | 2020–21  | La Liga   | 16        | 2         | 1     | 0     | —          | —          | 17       | 2        |
| Osasuna              | 2021–22  | La Liga   | 35        | 1         | 1     | 0     | —          | —          | 36       | 1        |
| Osasuna              | 2022–23  | La Liga   | 12        | 1         | 1     | 1     | —          | —          | 13       | 2        |
| Osasuna              | Összesen | Összesen  | 94        | 4         | 5     | 2     | 0          | 0          | 99       | 6        |
| Összesen             | Összesen | Összesen  | 166       | 7         | 13    | 2     | 0          | 0          | 179      | 9        |

### A válogatottban
| Válogatott | Év       | Pályára lépés | Gól |
| ---------- | -------- | ------------- | --- |
| Szerbia    | 2015     | 1             | 0   |
| Szerbia    | 2016     | 2             | 0   |
| Összesen   | Összesen | 3             | 0   |

## Sikerei, díjai
- Partizan
  - SuperLiga: 2009–10, 2010–11, 2012–13, 2014–15
  - Szerb Kupa: 2010–11, 2015–16

- Leganés
  - Segunda División: 2023–24